# Vasilev Bay
Die Vasilev Bay (englisch; bulgarisch Василев залив Wassilew saliw) ist eine 9,6 km breite und 3,8 m lange Nebenbucht der Hero Bay an der Nordküste der Livingston-Insel im Archipel der Südlichen Shetlandinseln. Sie liegt zwischen dem Siddons Point und dem Bezmer Point.
Die bulgarische Kommission für Antarktische Geographische Namen benannte sie 2009 nach Nikola Wasilew (* 1949), Physiker auf der St.-Kliment-Ohridski-Station von 1993 bis 1994.